# 生命麵包
生命麵包是香港的一種麵包，於1960年由嘉頓出品，是一款加入維他命及礦物質的麵包。這款麵包在推出時售價低廉，能夠為收入不高的基層市民補充所須的營養，1970年代的香港政府也曾經使用「生命麵包」作為賑災糧食。

## 起源
在1950年代及1960年代，由於香港經濟仍處於發展中國家的水平，市民仍要為基本溫飽而奔波，麵包生產商嘉頓認為香港市場需要容易保存、食用方便，又有營養的麵包，於是在1960年推出一種加有維他命和礦物質等多種營養素的麵包，並命名為「生命麵包」，其名稱寓意健康和成長。在1960年代生命麵包的售價為每個港幣7角，其較低的售價能讓基層市民可補充營養。生命麵包採用蠟紙包裝，利用蠟紙的防潮濕特性，令生命麵包較容易保存。
1962年10月，鄰近嘉頓麵包青山道廠房的深水埗新圍村發生火災，嘉頓麵包向災民捐助537件生命麵包。在1970年的聖誕節，嘉頓在工展會攤位舉行義賣「生命麵包」一天，把當日賣出生命麵包的收入捐給香港公益金。香港在1970年代經歷多次天災，香港政府亦以「生命麵包」作為政府免費提供給市民的賑災糧食，讓受災市民能得到基本溫飽，渡過難關。
生命麵包在電視廣告的歌曲，「生命，生命，這好傢伙，何時我也說它不錯」，其經典旋律，更是街知巷聞。現在「生命麵包」被視為香港一款老牌平價麵包，有傳媒指這款麵包是陪伴香港人成長的食物，其蠟紙包裝所採用的方格條紋，亦成為生命麵包的象徵，更被不少服飾和精品等加入到設計當中。嘉頓曾於2016年為推廣生命麵包，而推出了限量版「生命麵包專用」焗爐，但須要在限定時間內集齊嘉頓指定麵包產品的包裝換購，換購價220港元，其中5元捐出予慈善團體。

## 製作
生命麵包的主要材料和製作方法與一般白麵包相仿，但在過程中會加入多種營養素。先將麵粉與水及糖混和，並加入脫脂奶粉、食用油、營養素和添加劑，以及發酵所須的酵母，搓揉成為麵團，然後經過第一次發酵，之後將麵團分割及進行麵團塑形，再進行二次發酵，然後入爐烘焙，出爐後隨即冷卻，再將長條形的麵包切片，之後進行包裝。由於生命麵包在製作過程中是沒有金屬蓋蓋著麵包，因此麵包頂呈圓拱型。為防在製作過程中有異物掉落麵包，所以麵包在出廠前會先經金屬探測器檢查，之後才運送到售賣點。由於生命麵包須要方便保存和攜帶，所以該款麵包含有防腐劑。在2018年曾經有香港傳媒從香港市面購入9款白麵包進行存放測試，結果發現當中有4款經過12天仍未見有發霉現象，而生命麵包是其中之一。

## 款式及包裝

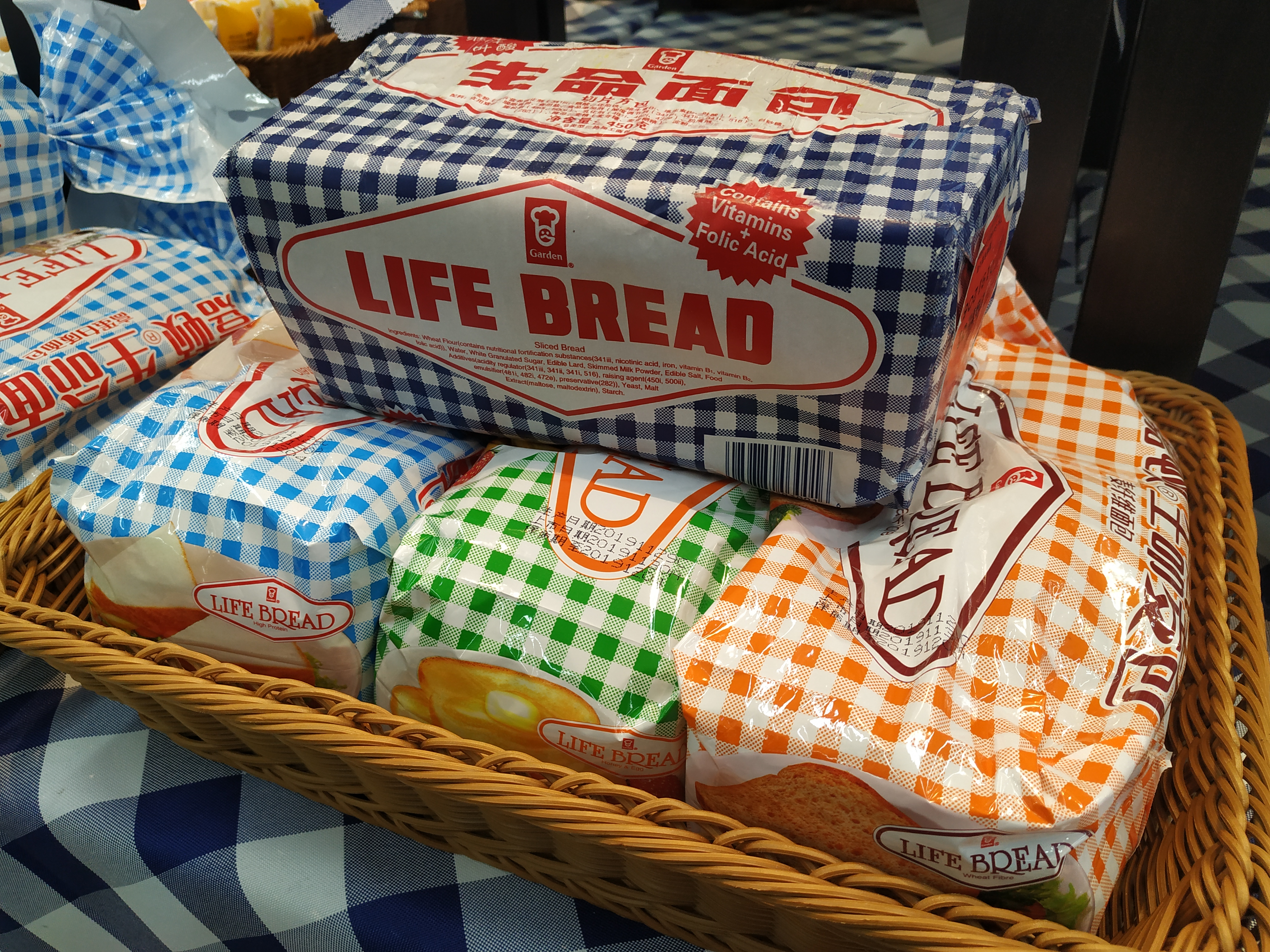
在广东省内售卖的生命麵包，上方为香港生产的原味生命麪包，下方则为东莞生产。不同顏色方格條紋的包裝代表不同口味的生命麵包。

生命麵包至今共有四款口味，分別是原味、蜜糖雞蛋、生命麥包及生命麵包（含蛋白質）。
| 名稱                  | 包裝                 | 特點                                                           |
| --------------------- | -------------------- | -------------------------------------------------------------- |
| 生命麪包HK            | 藍色方格條紋蠟紙     | 原味，含有猪油、維他命B1、維他命B2、維他命B3、鈣質、鐵質及葉酸 |
| 蜜糖雞蛋生命甜包HK/GD | 綠色方格條紋包裝袋   | 用蜜糖和雞蛋製作的甜味麵包，加入奧米加三                       |
| 高纖維質生命麥包HK/GD | 橙色方格條紋包裝袋   | 用全麥麵粉製作的麥包，含較高的膳食纖維                         |
| 高蛋白質生命麵包HK/GD | 淺藍色方格條紋包裝袋 | 含較高的蛋白質及鈣質                                           |

- 注：HK为在香港工厂制造，GD为在东莞工厂制造

## 香港警方「生命麵包」論

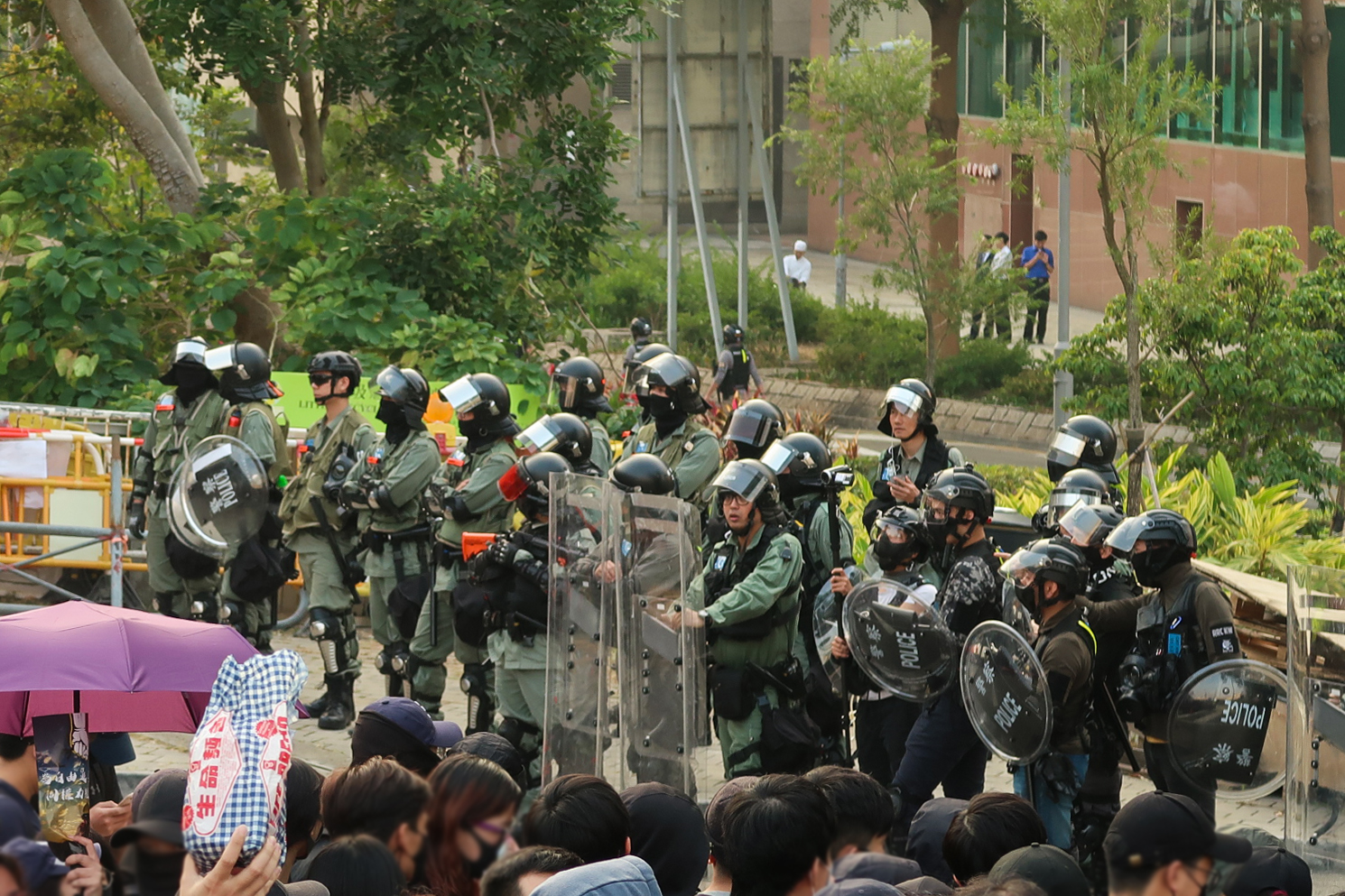
12月1日毋忘初心大遊行，有示威者自攜生命麵包和詢問警員「食咗海底撈未（吃海底捞了吗）？」

香港在2019年年中發生反送中運動，在11月爆發香港理工大學衝突，香港警方包圍香港理工大學校園，被指觸發人道危機，警方並使用揚聲器多次向校園內廣播打心理戰。《眾新聞》在11月21日拍攝到警方在理大校園外圍用揚聲器廣播時，警方稱示威者如基層市民、拾荒者和老人家一樣，只能吃「冷冰冰的生命麵包」，是好可憐的一件事，而自己下班後可北上深圳吃「海底撈」火锅及喝冰凍的啤酒。部分網民在11月22日中午於中環、太古、觀塘和九龍灣等地發起「和你 Lunch」活動，吃生命麵包聲援理大留守示威者。有市民認為麵包一直是生活中重要的食物，批評警方的“言論歧視老人和窮人”。

## 外部連結
- 生命麵包的故事

 维基共享资源上的相關多媒體資源：生命麵包